# Hans-Georg Roth (Redenschreiber)
Hans-Georg Roth (* 1949) ist ein deutscher Redenschreiber.

## Werdegang
Roth wuchs in Neustadt an der Weinstraße auf und legte 1968 dort sein Abitur ab. Danach studierte er Politikwissenschaften an der Ludwig-Maximilians-Universität in München und arbeitete als freier Mitarbeiter beim Bayerischen Rundfunk für das Fernseh-Politikmagazin report. Als sein Doktorvater Hans Maier bayerischer Kultusminister wurde, engagierte er Roth 1979 als Redenschreiber für die Staatsregierung. Bis 1992 war er dort tätig und schrieb auch Reden für Franz Josef Strauß (als Ministerpräsident), Hans Zehetmair und andere Mitglieder der Staatsregierung. Nach der Wiedervereinigung wechselte Roth nach Thüringen und war dort unter anderem für die Ministerpräsidenten Bernhard Vogel und Christine Lieberknecht tätig.  2014 wurde Roth – zu dieser Zeit im Range eines Ministerialrates – pensioniert.
Hans-Georg Roth ist Autor mehrerer bildungs- und medienpolitischer Bücher. Außerdem ist er Rhetorik-Lehrbeauftragter an den Universitäten Erfurt und Jena sowie an der FH Gotha. Er ist Mitglied des Verbandes der Redenschreiber deutscher Sprache.